# Eduardo Costa (político)
José Eduardo Pereira da Costa, mais conhecido como Eduardo Costa (Belém, 16 de fevereiro de 1968) é um médico e político brasileiro, filiado ao Partido Social Democrático (PSD). E atualmente é Secretário de Estado de Turismo do Pará.

## Biografia

### Primeiros anos e formação acadêmica
Costa nasceu em Belém, capital do Pará, no ano de 1968. Formou-se em medicina, no ano de 1991, pela Faculdade de Medicina e Cirurgia do Pará, instituição que compõe a Universidade Federal do Pará (UFPA).
Mudou-se para São Paulo, para realizar residência em ortopedia pelo Hospital Ipiranga e uma pós-graduação em administração hospitalar no Centro Universitário São Camilo.

### Política
Ingressou na política no ano de 2002. Filiado ao Partido Social Trabalhista (PST), disputou o cargo de deputado estadual do Pará. Foi eleito, após receber 16.727 votos. No ano de 2006, filiado ao Partido Trabalhista Brasileiro (PTB), foi reeleito ao cargo de deputado após angariar 34.055 votos. Em 2010, foi eleito pela terceira vez para a Assembleia Legislativa do Pará (ALEPA) após obter 32.458 votos. 2014, marcou a quarta vez que Costa foi eleito ao cargo após conquistar 43.783 votos, sendo o candidato mais votado do PTB no pleito.
Em 2018, foi eleito deputado federal pelo Pará após receber 75.346 votos. Como deputado federal, foi expulso do PTB pelo presidente do partido Roberto Jefferson, após descumprir a orientação do partido sobre votação da lei 399/2015, que viabiliza a comercialização de medicamentos que contenham extratos, substratos ou partes da planta Cannabis em sua formulação. A orientação do partido foi de votação contrária a pauta, porém, Costa votou a favor do projeto de lei.
Expulso do PTB, Costa filiou-se ao Partido Social Democrático (PSD) e disputou a reeleição ao cargo de deputado federal. Costa recebeu 58.420 votos, não sendo reeleito ao cargo de deputado federal.

### Desempenho eleitoral
| Ano  | Cargo                      | Partido | Votos  | Resultado  | Ref.   |
| ---- | -------------------------- | ------- | ------ | ---------- | ------ |
| 2002 | Deputado estadual do Pará  | PST     | 16.727 | Eleito     | [ 6 ]  |
| 2006 | Deputado estadual do Pará  | PTB     | 34.055 | Eleito     | [ 14 ] |
| 2010 | Deputado estadual do Pará  | PTB     | 32.458 | Eleito     | [ 15 ] |
| 2014 | Deputado estadual do Pará  | PTB     | 43.783 | Eleito     | [ 16 ] |
| 2018 | Deputado federal pelo Pará | PTB     | 75.346 | Eleito     | [ 17 ] |
| 2022 | Deputado federal pelo Pará | PSD     | 58.420 | Não eleito | [ 18 ] |